# Bボーイ (プロレスラー)
ベニート・カンタピー（Benito"Benny"Cuntapay、1978年12月29日 - ）は、アメリカ合衆国のプロレスラー。カリフォルニア州サンディエゴ出身。Bボーイ（B-Boy）のリングネームで有名。

## 来歴

### キャリア初期、インディー団体
クリストファー・ダニエルズを含む様々なレスラーな元でトレーニングを積み、2000年にUPWでデビュー。UPWではベニー・チョン（Benny chong）のリングネームを使い、"ファンキー"ビリー・キムとのマニラ・スリラーズ（The Manilla Thrillaz）というタッグでも活動をしていた。
2003年までに更に活動の場所を増やし、レボリューション・プロレスリング（Revolution Pro Wrestling）、エピック・プロレスリング（EPIC Pro Wrestling）、ゴールデン・ステイト・チャンピオンシップ・レスリング（Golden State Championship Wrestling）といった団体にも参戦、ユナイテッド・インディペンデント・レスリング・アライアンス（United Independent Wrestling Alliance）ではUIWAクルーザー級王座を獲得している。2003年後半になると南カリフォルニアを拠点にしつつCZW、PWG、JAPWにも活動の場を増やしている。7月にはワールド・パワー・レスリング（World Power Wrestling）に参戦、8月にはオール・プロレスリング（All Pro Wrestling）でジェームズ・チョイからAPWワールドワイド・インターネット王座を奪っている。その6日後にメジャー・リーグ・レスリング（Major League Wrestling）に参戦、NOSAWAと組み試合をしている。
2004年1月にドイツのwXwに参戦している。6月にJCW J-Cup Tournamentに出場、決勝まで残るがスーパー・ドラゴンに敗れている。その翌月にはROHに初参戦している。8月にワールド・パワー・レスリングのトーナメントに出場して優勝をしている。
2005年に入るとスーパー・ドラゴンとチームPWG（Team PWG）を結成、Chikaraのタッグトーナメントに出場。一回戦を突破するが二回戦でチーム大阪プロレス（ビリーケン・キッド、えべっさん）に敗れている。その後ROHに戻り、2月にはケビン・スティーンとのシングルマッチ、3月には6wayマッチを経験している。6月にプロ・ペイン・プロレスリング（Pro-Pain Pro Wrestling）でラッカスと対戦。10月に再びROHに戻りコルト・カバナと対戦している。

### CZW

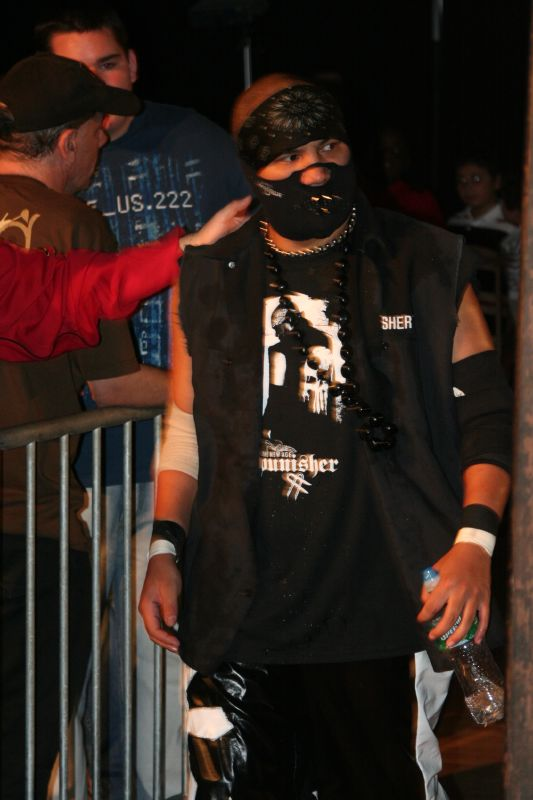
マスクを着用して入場

CZWに登場するとメシア、バックシート・ボーイズのHi Vというユニットに加入。4月にはCZWアリーナ（現：ジ・アリーナ）で開催したBest of the Best 3に出場し、リル・チョロ、ジェイ・ブリスコ、サンジェイ・ダットを破って優勝している。
7月にHi VはCZWオーナーのジョン・ザンディグを攻撃した影響でしばらく出場できなくなってしまう。10月に復帰してホミサイドと対戦している。その後も参戦を続け、2003年から2004年の間に何度もタイトルに挑戦するも失敗に終わっていた。加えて2004年10月に開催されたBest of the Best 4に2連覇を望んで挑むも2回戦でロデリック・ストロングに負けてしまい、CZWから一時的に離脱をしている。12月に復帰すると同時にXtreme Strong Style Tournamentに出場。ダン・マフを破って優勝、CZWアイアンマン王座を獲得し、同日夜の興行でタイトルホルダーのクリス・ヒーローに挑戦してタイトルを獲得している。1度は防衛に成功するが2005年2月にフランキー・ザ・モブスターに敗れタイトルを失っている。
4月にラッカスの持つCZW世界ヘビー級王座に挑戦できるトーナメントに出場。決勝まで残るがマイク・クアンケンブッシュに敗れてしまった。8月に敗者追放マッチに敗れるが9月のクリス・キャッシュのメモリアルショーで復帰している。以降CZWへの参戦が散発的になることが多くなった。2006年のクリス・キャッシュのメモリアルショーでルフィストの持つアイロンマン王座に挑戦をしている。
2007年7月のBest of the Best 7でチーチ、リコシェ、ブランドン・トーマセリ、ジグソーを破り決勝まで残るがジョーカーに敗れ準優勝で終えている。
2010年1月に久しぶりに登場すると共にドレイク・ヤンガーを破りCZW世界ヘビー級王座を獲得するが、2週間後にジョン・モクスリーに敗れタイトルから陥落。

### IWAミッドサウス
2003年11月にインディペンデント・レスリング・アソシエーション・ミッド・サウス（通称 : IWAミッドサウス）の2003 Ted Petty Invitationalに参加。JCベイリー、ナイジェル・マッギネスを破るがクリス・ヒーローに敗れている。
2004年4月に再び参戦してAJスタイルズと試合をしている。翌日の夜の興行に参加、3番勝負でクリス・ヒーローに勝利をしている。2004年はその後も参戦を続けCMパンク、ピーティー・ウィリアムズ、アレックス・シェリーといったレスラーと対戦をしている。
2005年に入ると一時離脱を挟み、4月に復帰するがサル・トーマセリとTLCマッチで試合を最後に離脱をしている。2006年9月に開催されたTed Petty Invitationalに参加するため久しぶりに参戦するが、以降は参戦が単発的になり、同年12月と翌年の7月に顔見世程度に登場するにとどまっている。

### JAPW

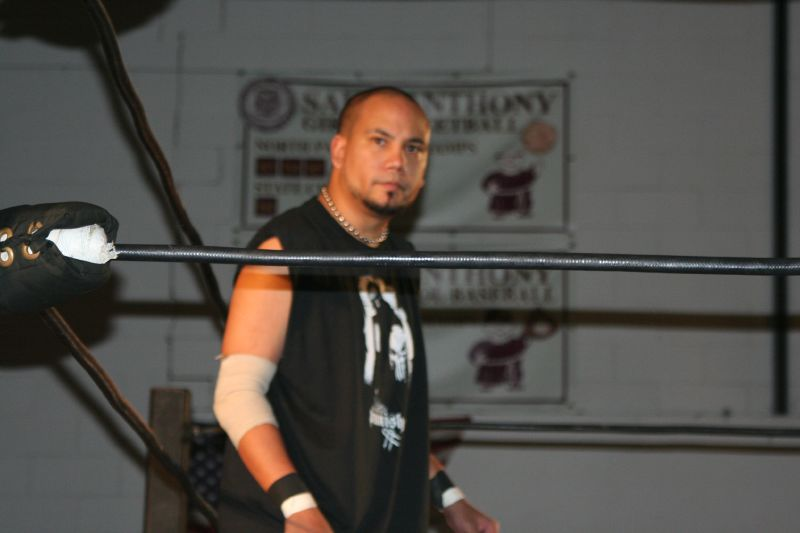
2008年11月

2004年5月にトレント・アシッドを相手にデビュー。9月に再び参戦してロウ・キーと対戦をしている。次に参戦したのは翌2005年1月にホミサイドとのタッグ、ストロング・スタイル・サングス（The Strong Style Thugs）で出場。クリストファー・ストリート・コネクションからJAPWタッグチーム王座を奪取している。2か月タイトルを保持するがテディ・ハートとジャック・エヴァンスのタッグにスチール・ケージ・マッチに敗れタイトルを落としている。その後はフルタイムではなく単発的な参戦をするようになり、7月にはアズリアエルからJAPWライトヘビー級王座を獲得するも、タイトルは年内に奪われてしまう
。2007年12月の アルカディアとの引退試合まで単発参戦を続け、その後はケニー・オメガの持つJAPWヘビー級王座に挑戦したり、2009年にバンビードJrの持つJAPWニュージャージー州王座に挑戦したりする程度にとどまっている。

### PWG
2004年6月にサモア・ジョーを相手にデビュー。翌年からレギュラーで登場するようになり、11月まで参戦を続けていた。11月の中旬にはデイビー・リチャーズとスーパー・ドラゴンの持つPWG世界タッグ王座に挑戦をしている。シングルではクリス・セイビンやエル・ジェネリコ、エクスカリバーと対戦をしている。
2006年中盤になるとヒューマン・トルネードと組んでスコット・ロストとクリス・ボッシュの世界タッグ王座に挑戦したり、ジョーイ・ライアンの持つPWG世界ヘビー級王座にTLC形式で挑戦をしている。10月にはスーパー・ドラゴンとタッグを組みロストとボッシュからタッグ王座を奪取している。クリス・ヒーローとクラウディオ・カスタニョーリとの防衛戦に成功するも、11月のAll Star Weekend IV – Night Oneでデイビーとロデリック・ストロングのタッグに敗れ王座を失うも、翌日のAll Star Weekend IV – Night Twoで現王者、前王者に加え、アレックス・シェリー、クリス・セイビンとヒーロー、カスタニョーリの4wayマッチを制してタッグ王座を奪還している。2回防衛に成功するが、翌月にエル・ジェネリコとクイックシルバーのタッグに敗れタイトルを失っている。

### WCX
マスクを着用してリングネームをデリカド（Delikado）に変更してMTVのレスリング・ソサエティ・X（Wrestling Society X）の2007年放映のファースト・シーズンの収録に参加。初戦で”アナーキスト”エリック・キャノンと対戦をするもDQで終わっている。その後もタッグ戦やトリオ戦で試合をこなすもレスリング・ソサエティ・Xの活動停止と共に参戦をやめている。

### IPW
2009年11月にインディアナ州インディアナポリスのインサニティ・プロレスリング（Insanity Pro Wrestling）の9th Anuual Super Junior Heavyweight Tournamentに参戦。決勝まで進むがダスティン・レイズに敗れている。2010年3月のA New Age Of Punishmentで久しぶりに参戦、リコシェと対戦をしている。

### SoCal Pro
2009年4月にソーカル・プロレスリング（So٭Cal Pro Wrestling）の2周年記念の興行に参加。5月にはキメラと試合。
2010年10月にキメラとソーカル・クレイジーとのタッグでバラード・ブラザーズとジョニー・パラダイスと対戦して勝利している。12月にエンジェル・サントスと試合をして以来一時的に活動をしなくなるが、2011年9月にキッド・カーアメーバとのシングルで復帰をしている。11月にThe New Age Punisherを名乗るようになり、フロステッド・チップ・ウォーリアーズと組んでアンカーズ・アウェイとジョーイ”ボーン”バローネとのタッグ戦で負け、12月のジョニー・パラダイスとのシングルでも負けている。
2012年1月に”ロビン”ニック・ロビンと対戦、2月にNWA世界ヘビー級王座を賭けて保持者のアダム・ピアースと対戦するが敗れている。4月にはプルポ・ドラダ、ジミー・レイ・ウォーカーと組んでタッグマッチに参加している。5月にジェイ・バローネ、ジョニー・パラダイスとの3wayをラスト・マッチに団体から離脱をしている。

## 得意技
クロス・スペシャル・ブレーンバスター
相手の脚を交差さして決めるクロスレッグ式フィッシャーマンズ・バスター
デリカド
ハーフネルソン式ホエール・ドライバー。DRAGON GATEに所属する土井成樹のマスキュラー・ボムと同系の技。
サウザン・カリフォルニア・カッター
ジャンピング・カッター
ファイナル・エピソード・スープレックス
スリー・クォーター・ネルソン式スープレックス
プレックス・ブリーカー
ブレーンバスターで持ち上げてからのハングマンズ・ネックブリーカー
ファイスリフト・ドロップキック
コーナーにもたれかかっている相手への両足でのフェイス・ウォッシュ。相手の正面から擦り付けるように蹴るのが特徴。
スタッフ
ダブルフットスタンプ。
- Go 2 Sleep
- シャイニング・ウィザード
- クロスアーム式ジャンピング・パイルドライバー
- ハイアングル・ベリー・トゥ・ベリー

三連続で使用することがある。
- シットダウン式リバースDDT
- 旋回式ブレーンバスター

## 獲得タイトル
APW（All Pro Wrestling）
- APWワールドワイド・インターネット王座 : 1回

AWS（Alternative Wrestling Show）
AWSヘビー級王座 : 1回
Battleground Pro Wrestling
- リング・ウォーリアー王座 : 1回

CCW（California Championship Wrestling）
- CCWクルーザー級王座 : 1回
- CCWマキシム王座
- CCW世界タッグチーム王座 : 3回

CZW
- CZWアイロンマン王座 : 1回[18]
- CZW世界ヘビー級王座 : 1回[28]
- 2003 Best of the Best 優勝[10]
- CZW殿堂

JAPW
- JAPWライトヘビー級王座 : 1回
- JAPWタッグチーム王座 : 1回（w/ホミサイド）

NWPW（New Wave Pro Wrestling）
- NWPWラピッド・ディヴィジョン王座

PWG
- PWG世界タッグチーム王座 : 3回（w/ホミサイド(1)、スーパー・ドラゴン(2)）

UPW（Ultimate Pro Wrestling）
- UPWライトヘビー級王座 : 2回
- UPWタッグチーム王座 : 1回（w/ファンキー・ビリー・キム）

UIWA（United Independent Wrestling Alliance）
- UIWA クルーザー級王座 : 1回